# Observatori Vaticà
L'Observatori Vaticà (Specola Vaticana, en italià) és una institució de recerca astronòmica depenent del Papa i és considerat un dels Observatoris astronòmics més antics del món. En l'actualitat té dues ubicacions: el nucli principal d'investigadors forma el "Grup de Recerca de l'Observatori Vaticà", que ocupa dependències en l'Observatori Steward de la Universitat d'Arizona (Estats Units); mentre que la seu central es troba en el Palau de Castel Gandolfo, a Itàlia, compartint l'edifici de descans del Papa en aquesta localitat.
Tots els seus investigadors són jesuïtes que a més tenen formació, la majoria doctorats, en astronomia. El seu actual director és el nord-americà Guy Consolmagno.
L'observatori realitza cada dos anys una escola d'estiu en què estudiants d'astronomia de tot el món passen un mes a Castel Gandolfo estudiant un tema en particular.